# دیوید مانسی
دیوید مانسی (انگلیسی: Davide Mansi؛ زادهٔ ۱۸ ژانویهٔ ۱۹۹۶) بازیکن فوتبال است.